# Caserta (provins)
Caserta är en provins i regionen Kampanien i Italien. Caserta är huvudort i provinsen. Provinsen blev etablerad 1945 av Kungariket Italien och inkluderade omkring hälften av provinsen Terra di Lavoro.

## Världsarv i provinsen
- Kungliga 1700-talspalatset i Caserta med park, Vanvitelliakvedukten och San Leucio-komplexet är världsarv sedan 1997.

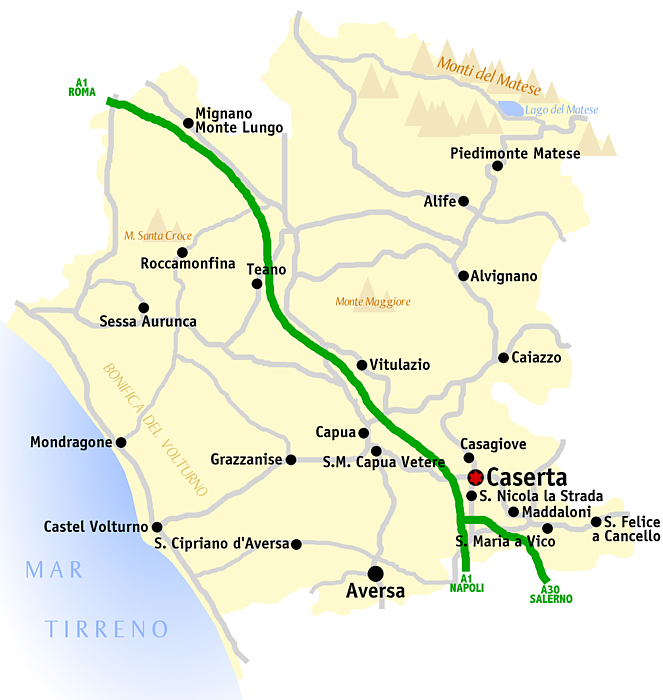
Karta över provinsen

## Administration
Provinsen Caserta är indelad i 104 comuni (kommuner). Alla kommuner finns i lista över kommuner i provinsen Caserta.